# Kåre Nordstoga
Kåre Nordstoga, född 18 december 1954. Han är en norsk organist. 
Nordstoga hade sina tidiga studier under Harald Aune och Odd Jacob Unhammer i Notodden där han växte upp. Han fortsatte att studera vid norska musikhögskolan i Oslo, där hans lärare var Kaare Ørnung, Søren Gangfløt, Magne Elvestrand och Bjørn Boysen. Nordstoga har också studerat med David Sanger i London. 
1984 utnämndes Nordstoga till assisterande organist vid Oslo domkyrka, och från 1994 har han varit huvudorganist. 
Hans repertoar innehåller ett brett spektrum av orgelverk, med tonvikt på klassiska mästare som Bach, Mozart, Franck, Widor och Messiaen. Mellan 1990 och 1992 gav han en serie med 30 lördagskonserter där en stora publik fick höra honom framföra alla Bachs orgelverk, en bragd som han upprepade under Bach året 2000. Hans konsertuppträdanden har också fört honom till de flesta europeiska länderna. 
Nordstoga har gjort inspelningar för Simax, Norsk Kulturfond, Aurora och Afontibus, som han har grundat tillsammans med violinisten Geir Inge Lotsberg.